# 迪奥·库马尔·辛格
迪奥·库马尔·辛格（英語：Deo Kumar Singh；1950年11月24日—2018年3月21日）是印度共产党（毛主义）政治局委员。

## 生平
出生于比哈尔邦杰哈纳巴德县Sukulchak村，是一个中产家庭的长子。他的父亲Ram Narayan Singh是一名政府雇员，母亲Ajnaso Devi是一名家庭主妇。 辛格在比哈尔邦的杰哈纳巴德和巴特那县接受过教育。 他毕业于巴特那商务艺术与科学学院。随后，他与普拉巴瓦蒂•德维（Prabhawati Devi）结婚，不久后搬到了德赫里，在那里创办了一家小型食品企业。
他有几个别名，包括Arvind Ji、Vikash Ji、Sujeet Ji 和 Nishant。他很快就在纳萨尔巴里起义影响下进入左翼政治，加入了那拉扬·桑亚尔领导的印度共产党（马列）党统一，并组建了群众组织工农斗争协会，后来成为工农斗争协会总书记，同时也是印度共产党（马列）党统一中央组织委员会委员。2004年9月21日，印度共产党（马列）人民战争与印度毛主义共产主义中心合并成立印度共产党（毛主义），他成为其中央委员和中央军事委员。2013年当选为印度共产党（毛主义）政治局委员。
辛格于1990年第一次被比哈尔邦警方逮捕，并被作为政治犯关押在巴特那的班吉普尔中央监狱。三年后被保释出狱。2003年6月12日，再次在巴特那被特别工作队逮捕，在 Beur Central Jail、巴特那、杰哈纳巴德监狱和巴加尔布尔中央监狱被关押了两年多。 他动员囚犯对印度监狱中的腐败行为进行了数次绝食，以满足囚犯的基本要求。
2018年3月21日，病重两个月后，辛格在贾坎德邦拉泰哈尔Burha Pahar死于呼吸停止和心脏病。 印度政府和印度准军事部队想见到他的尸体作为死亡证据，他们拘留了他的家人，不让他们参加最后的仪式。拉泰哈尔森林，在当地同情者和游击队守护下，火化了他的遗体。

## 个人生活
辛格是印度政府和包括贾坎德邦、比哈尔邦、马哈拉施特拉邦、恰蒂斯加尔邦在内的九个印度邦的最重视的通缉犯之一。仅贾坎德邦政府就宣布了一项10,000,000拉比的奖金，用于奖励任何导致他被捕的信息。
辛格和蔼有礼貌。在警方屠杀阿尔沃尔后，印度取缔了工农斗争协会，辛格转入地下。他在一些记者招待会上发表演讲，只接受了几次采访，其中包括《时代》杂志的亚历克斯·佩里（Alex Perry）和Tehelka记者乌什诺尔·马乌姆达尔（Ushinor Majumdar）。

## 纪念

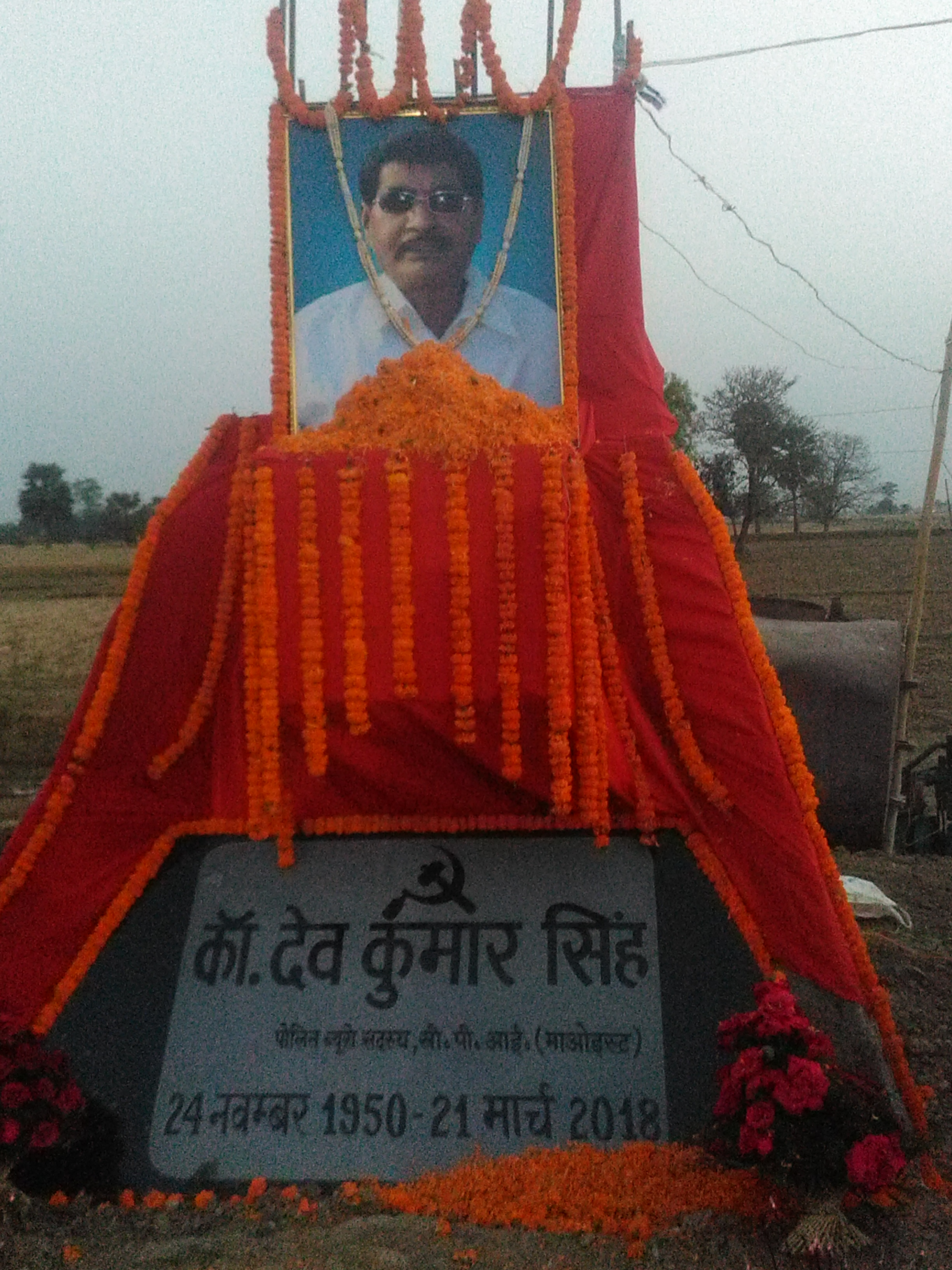
迪奥·库马尔·辛格纪念碑（在建）

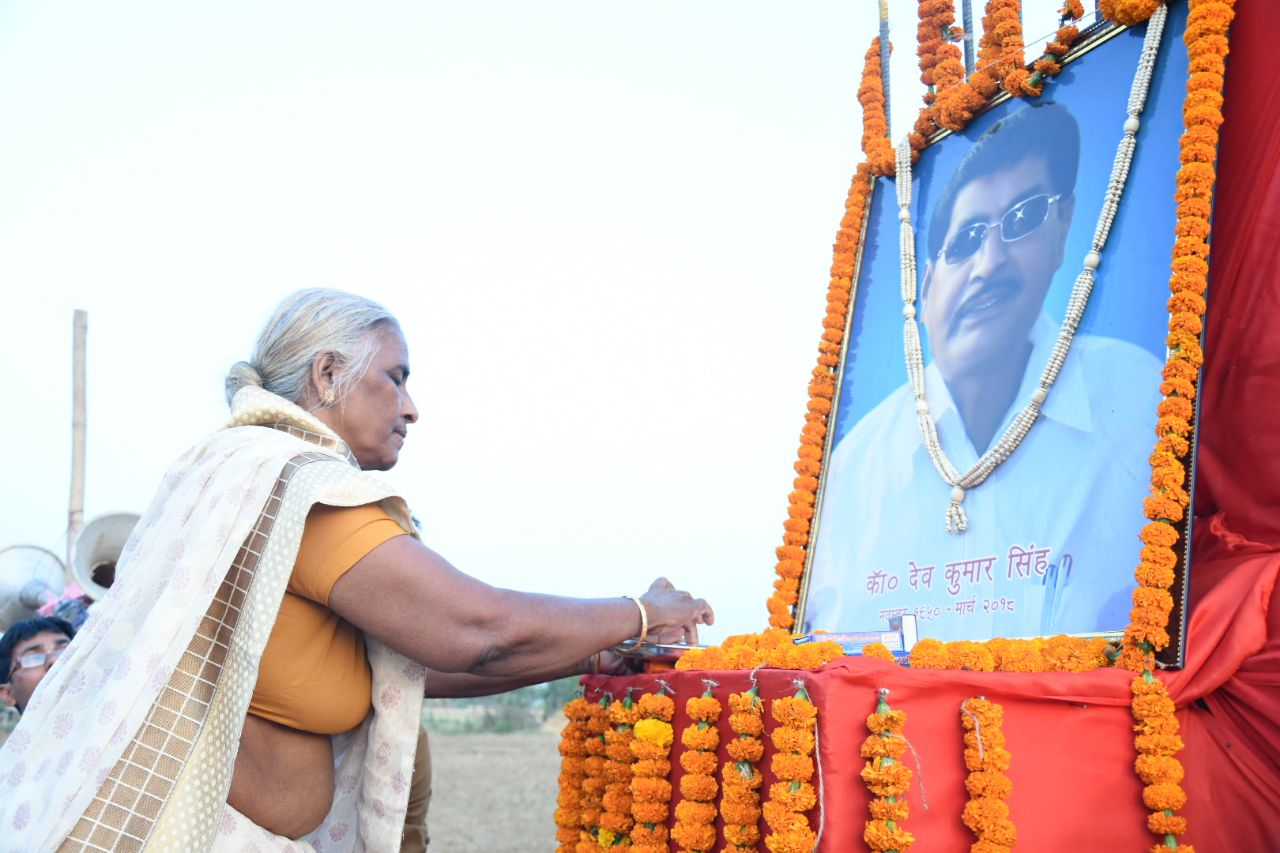
他的妻子普拉巴瓦蒂·德维表示最后的敬意

他死后，人们计划在他的家乡Sukulchak建造一座由花岗岩石和24英尺高的混凝土柱筑成的半身像，拟名“力量柱”（Pillar of Strength）。 正在修建。